# ياسين قلب الخلافة
ياسين قلب الخلافة هي رواية عرفانية للكاتب المغربي عبد الإله بن عرفة، صدرت عام 2013 عن دار الآداب في بيروت، وتقع في حوالي 360 صفحة.تندرج الرواية ضمن مشروعه المسمّى بـ الرواية العرفانية، حيث يواصل الكاتب استلهام التراث الإسلامي والقرآني في صياغة حكاية رمزية تعالج قضايا الروح والوجود والسلطة

## أحداث الرواية
تدور رواية ياسين قلب الخلافة حول تجربة السلطان العثماني عبد الحميد الثاني في مواجهة القوى الاستعمارية في أواخر القرن التاسع عشر وبداية القرن العشرين. تتناول الرواية مساعيه لبناء مشروع الجامعة الإسلامية وتوحيد الأمة الإسلامية تحت راية الخلافة، في ظل مؤامرات داخلية وخارجية هدفت إلى الإطاحة به. اعتمد السلطان نهجًا سلميًا وروحيًا، مستعينًا بالعلماء والصوفيين لإرساء دعائم الدولة، إلا أن الضغوط الدولية والمؤامرات أدت إلى عزله وسجنه. تسرد الرواية هذه الأحداث بأسلوب عرفاني يمزج بين التأملات الصوفية والسرد التاريخي، مقدّمةً رؤية فلسفية للسلطة والروح في مواجهة الانهيار.

## شخصيات الرواية
- السلطان عبد الحميد الثاني: بطل الرواية، الخليفة العثماني الذي يسعى لتوحيد الأمة الإسلامية عبر مشروع الجامعة الإسلامية، ويواجه مؤامرات القوى الاستعمارية.
- العلماء والصلحاء: يمثلون البعد الروحي في الرواية، ويقفون إلى جانب السلطان في مواجهة التحديات، ومن بينهم شخصيات مستوحاة من التراث الصوفي.
- المؤامِرون الاستعماريون: شخصيات تمثل القوى الغربية التي تسعى لتقويض الخلافة، وتُجسّد الصراع السياسي والدولي في الرواية.
- الراوي العارف: صوت سردي عرفاني يربط بين الأحداث التاريخية والتأملات الروحية، ويمنح الرواية طابعًا فلسفيًا خاصًا.

## اقتباسات من الرواية
"الخلافة ليست تاجًا يُتوّج الرأس، بل نورًا يُضيء القلب." تعبير عن البُعد الروحي للسلطة في الرواية، حيث تُقدَّم الخلافة كمسؤولية روحية لا مجرد منصب سياسي.
"حين يضيق الزمان، لا يبقى للعارف إلا أن يتّسع في قلبه." اقتباس يُجسّد فلسفة الصبر والتأمل في مواجهة المحن، ويعكس حضور التصوف في النص.
"الجامعة الإسلامية ليست حلمًا سياسيًا، بل يقظة روحية لأمةٍ نامت طويلًا." يُبرز رؤية السلطان عبد الحميد الثاني لمشروعه كنهضة روحية قبل أن تكون سياسية.
"العارف لا يُحارب بالحديد، بل بالحكمة التي تُذيب القلوب قبل أن تُقنع العقول." يُبرز هذا الاقتباس دور الحكمة والمعرفة في مواجهة التحديات، بعيدًا عن العنف والصراع.
"في قلب كل أمةٍ حيّة، خليفةٌ ينتظر أن يُبعث من رماد النسيان." تعبير رمزي عن فكرة الخلافة كقوة روحية كامنة في وجدان الأمة.

"الزمن لا يُقاس بالساعات، بل باللحظات التي نُدرك فيها معنى الوجود." اقتباس عرفاني يُجسّد فلسفة الزمن والوعي في الرواية.

## أسلوب الرواية
تمتاز رواية ياسين قلب الخلافة بأسلوب سردي عرفاني يمزج بين التأملات الروحية والوقائع التاريخية، متكئًا على لغة فصيحة مشبعة بالرمزية والصور البلاغية. يوظّف الكاتب عبد الإله بن عرفة تقنيات السرد الذاتي والحوار الداخلي ليُعبّر عن رؤية فلسفية تتجاوز الحدث السياسي لتغوص في أعماق التجربة الروحية للسلطان عبد الحميد الثاني. يجمع النص بين الطابع الملحمي للحدث وبين البُعد الصوفي في تصوير الشخصيات، مما يُضفي عليه طابعًا تأمليًا يتجاوز الرواية التاريخية التقليدية نحو قراءة عرفانية للتاريخ والسلطة والإنسان.

## النقد والاستقبال
حظيت رواية «ياسين قلب الخلافة» باهتمام نقدي وأكاديمي معتبر ضمن مسار مشروع الرواية العرفانية لعبد الإله بن عرفة، إذ اعتبرها بعض النقاد محاولة لتجديد السرد العربي من خلال إدماج البعد الصوفي والفلسفي في بناء روائي يستند إلى المرجعية القرآنية والتجربة الروحية. وقد أشادت دراسات أكاديمية ومنابر فكرية مثل الرابطة المحمدية للعلماء ودار الأدب العربي بقدرة الكاتب على تحويل الرواية إلى فضاء للتأمل في مفاهيم السلطة والخلافة والشرعية من منظور معرفي وجمالي، ورأى باحثون أن العمل يطرح أسئلة معاصرة بلغة رمزية تستثمر النصوص المؤسسة في الثقافة الإسلامية. في المقابل، اعتبر بعض النقاد أن هذا التوجه يضع الرواية في أفق خاص يضيّق من قاعدة قرّائها، لكنه في الوقت نفسه يكرّسها ضمن خانة الأدب العرفاني الفريد في السرد المغربي والعربي.